# Йиндржишек, Йиндржих
Йи́ндржих (Ге́нрих-Игна́тий Игна́тьевич) Йи́ндржишек (25 июля 1857, Поникла, Чехия — 28 августа 1924, Прага) — купец второй гильдии, владелец музыкального магазина и мастерских по ремонту и производству музыкальных инструментов в Киеве, основатель киевской фирмы грамзаписи «Экстрафон». Член Киевской городской думы. Принимал активное участие в общественной и политической жизни чешских иммигрантов в России. Инициатор создания и председатель общества им. Я. А. Коменского, один из организаторов антигабсбургского движения среди российских чехов.

## Молодость
Йиндржих Йиндржишек родился 25 июля 1857 года на севере Чехии (Австрийская империя), в деревне Поникла Йилемницкого округа (ныне Либерецкий край). В 1873 году окончил низшее реальное училище в Либерце, затем учился в торговой фирме в Высоке-над-Йизероу (чеш. Vysoké nad Jizerou). В 1878—1879 годах торговал вразнос струнами и стеклом, затем в поисках своего дела отправился путешествовать и оказался на юге России, где некоторое время работал на пристани.
Йиндржишек обязан был пройти службу в австрийской армии, но к призывному возрасту не имел достаточно денег для поездки на родину и отправился пешком. Украинские и молдавские крестьяне бесплатно давали скитальцу ночлег и еду, дойдя же до южной Венгрии, Йиндржих получил урок, который оказал значительное влияние на дальнейшую его жизнь. Хозяин усадьбы, к которому обратился Йиндржишек, ответил, что здоровый человек, если голоден, должен просить работу, но не просить хлеб. Йиндржих отработал свой ночлег и ужин, и запомнил этот совет на всю жизнь.
После службы в армии Йиндржишек в 1881 году снова приехал в Россию, и начал торговать в Киеве писчебумажными товарами, музыкальными инструментами и струнами. В 1883 году накопил небольшой капитал и открыл собственный музыкальный магазин напротив оперного театра, на ул. Фундуклеевской (ныне Б. Хмельницкого), а с 1885 года — мастерскую по ремонту музыкальных инструментов.
Вероятно, в середине 1880-х годов Йиндржишек крестился по православному обряду, получил имя Игнат и стал российским подданным, точная дата этого события неизвестна. В 1888 году женился на Марии Кратохвиловой (? — 5 марта 1930), венчание прошло в Праге, в костёле на Королевских Виноградах.

## Торговые, производственные и финансовые предприятия
Основная предпринимательская деятельность Йиндржишека была связана с музыкой, наиболее известные его предприятия — это «Депо музыкальных инструментов» и фирма грамзаписи «Экстрафон». Кроме того, он занимался издательской деятельностью — совместно со своим другом Вацлавом Вондраком с 1906 года издавал первую в России еженедельную газету для чехов «Русский чех», с 1911 года стал компаньоном типографии Венцеслава Швиговского (Швиговский купил эту типографию у Вондрака) и издавал еженедельник «Чехослован». Также Генрих Игнатьевич был компаньоном «Механических мастерских Винаржа и Жарбинского» в Киеве, пивоварни «Главачек и К°» в Кременчуге, угольных шахт. Участвовал в создании и руководстве киевского чехословацкого банка «Кредитное учреждение» (чеш. Úvěrový ustav). Банк открыл вначале контору в Житомире для обслуживания чехов, проживающих на Волыни, затем центральную контору в Киеве на Крещатике, 25. Планировалось открытие отделений в Здолбунове, Дубно и других городах, но эти планы не были осуществлены до начала гражданской войны.

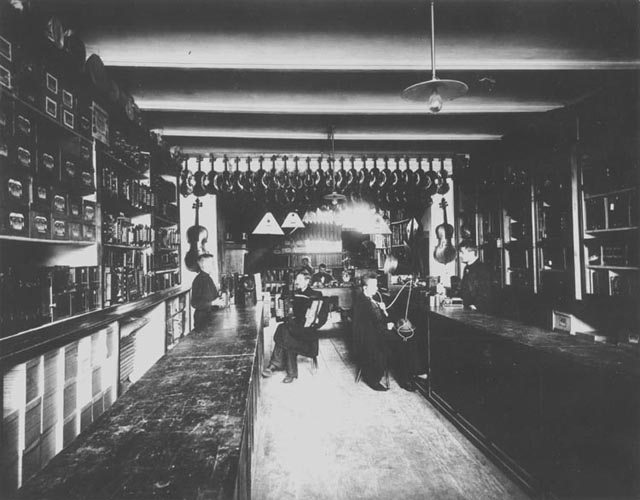
В магазине Йиндржишека

### «Депо музыкальных инструментов»
В середине 1880-х годов магазин Йиндржишека переехал на Крещатик в дом № 58 и стал называться «Депо музыкальных инструментов Г. И. Ииндржишека» (ныне дом №52, помещение принадлежит театральному институту им. Карпенко-Карого). Рядом были оборудованы мастерские и типография. В 1886—1889 и в 1892—1894 годах в мастерских «Депо» работал скрипичный мастер Франтишек Шпидлен (1867—1916), скрипки которого стали вскоре известны во всей России. В 1895 году Ф. Шпидлен уехал в Москву, где открыл собственные мастерские и стал родоначальником династии скрипичных мастеров. В 1910—1917 годах у Йиндржишека работал Петр Схованек (1891—1971), изготовлявший качественные скрипки и гитары, затем он тоже открыл собственное дело и стал известным мастером.

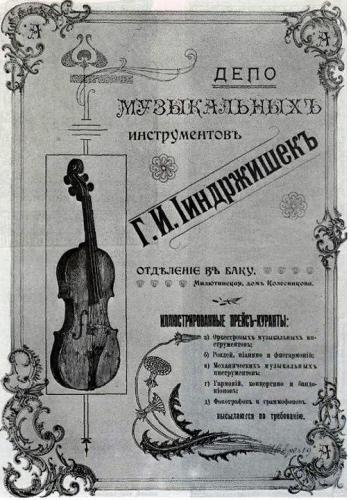
Реклама бакинского отделения «Депо музыкальных инструментов»

В ассортименте магазина были разнообразные инструменты — дешёвые духовые и балалайки, гармони от концертино до больших баянов, фисгармонии и фортепиано. Товары Йиндржишека пользовались хорошим спросом не только в Киеве, но и в других городах, с 1916 года отделения «Депо» работали в Туле и Баку. В 1895 году магазин награждён медалью на выставке в Нижнем Новгороде, а в 1897 получил малую серебряную медаль в Киеве. В 1902 году в киевских магазинах появились отделы, торгующие граммофонами и грампластинками, в 1903 году новинка появилась и в «Депо музыкальных инструментов».
В 1908 году магазин закрылся для переезда и расширения, и в 1909 вновь открылся по адресу Крещатик, 41. Магазин находился в бельэтаже здания, в главном зале продавались струнные и духовые инструменты, принадлежности, в соседних помещениях были фортепианный, нотный и граммофонный отделы. В том же здании была квартира Йиндржишека, музыкальное издательство, склад нот, мастерские, а по старому адресу устроен большой склад музыкальных инструментов. В фортепианном отделе постоянно имелось в наличии до 200 инструментов, а всего магазином было продано в розницу около 400 роялей и пианино.
На Крещатике, 41 открылась и студия звукозаписи немецкой фирмы «Интернациональ Экстра-Рекорд», оборудование для которой привёз из Германии новый компаньон Йиндржишека Эрнст Гессе. На киевском рынке грампластинок существовала серьёзная конкуренция. В 1902 году в магазине Мяновского на Крещатике, 52 появился отдел российского общества «Граммофон», в том же году пластинками начали торговать в салоне зеркал В. И. Бульона на Прорезной и магазин игрушек И. Ф. Кордес; в последующие годы на Крещатике открылись граммофонные отделы в торговых домах «Полякин и сыновья» и «М. Траубе и К°», в магазине «Шустер и К°», склады немецких фирм «Омокорд», «Стелла» и «Бека», а рядом с Галицким рынком появился специализированный магазин «Граммофонное дело». 
Пластинки «Интернациональ Экстра-Рекорд» скоро стали лидировать на киевском рынке. Каталоги фирмы не сохранились, поэтому общий объём производства неизвестен. В июле 1909 года выпущены первые пластинки с записями оперных певцов и инструментальной музыки — Г. А. Боссе (бас, в будущем — профессор Ленинградской консерватории), П. И. Цесевича (1879—1958, бас, впоследствии — заслуженный артист РСФСР), М. В. Бочарова (баритон), Л. Стефанеско (цимбалистка) и других.
В 1909 году были записаны и 11 пластинок Е. Д. Петляш (1890—1971, сопрано) в фортепианном сопровождении Н. В. Лысенко. Три из этих пластинок с украинскими песнями «Гандзя» — «Лугом іду, коня веду», «Віють вітри» — «Карі очі» и «Ой казала мені мати» — «Не вернувся з походу» в настоящее время находятся в фондах дома-музея Н. В. Лысенко в Киеве.
На киевской студии производилось только запись восковых матриц, а пластинки печатались в Берлине. Это задерживало выполнение заказов, и компаньоны решили строить фабрику в Киеве.

### «Экстрафон»
Граммофонная фабрика была построена к концу 1911 года на Шулявке и работала до 1918 года. Благодаря высокому качеству звукозаписи, хорошему оформлению и разнообразному репертуару пластинок «Экстрафон» успешно конкурировал с такими известными фирмами, как «Пате», «Метрополь», «Сирена». Продукция киевской фабрики распространялась через торговых агентов в Москве, Петербурге и Баку. В годы Первой мировой войны выпускались патриотические песни, которые стали пользоваться особенным успехом. В декабре 1915 года предприятие было преобразовано в акционерное общество с основным капиталом 500 000 рублей, совладельцами фабрики стали её же служащие. В 1915—1916 годах мощность производства достигала 500 000 пластинок в год.

## Общественная и политическая деятельность в Киеве
С 1870-х годов происходила миграция чехов в Россию, на территории Украины возникали чешские поселения в Причерноморье, на Волыни, Подолье. В начале XX века в Киеве крупная чешская община сформировалась на Шулявке, рядом с заводом Гретера и Криванека, были и другие чешские предприятия, например, отделение автомобильной фирмы «Лаурин и Клемент» на Демиевке. Возникла необходимость в культурно-просветительских и общественных учреждениях, которые бы представляли интересы иммигрантов, однако, до Первой русской революции зарегистрировать такие организации было невозможно.
Йиндржишек в помещениях своих мастерских на Крещатике начал организовывать молодёжные музыкальные встречи, на которые приглашались представители разных социальных слоёв. Такие встречи проводились, отчасти, с целью противодействовать начавшемуся социальному расслоению киевской чешской общины. Вскоре мероприятия поддержало и старшее поколение, в общине всё более укреплялась идея создания культурно-просветительского общества.
В марте 1907 года по инициативе Йиндржишека такое общество было создано и получило название общества им. Яна Амоса Коменского, Йиндржишек стал его председателем и оставался на этом посту весь период деятельности общества. Общество содействовало легализации сокольского движения в Киеве, поддержало благоустройство чешского парка отдыха «Стромовка» и создание Киевской чешской школы. Участок для школы купил Йиндржишек за свои деньги и оформил на своё имя, поскольку иностранцы не имели права купить эту землю. Впоследствии он за это же и пострадал от нападок завистников, которые писали доносы в полицию с обвинениями в покупке недвижимости за деньги, собранные для благотворительности. Но репутация Йиндржишека была безупречной, и полиция вскоре перестала рассматривать такие заявления.
С началом Первой мировой войны российские чехи попали в трудное положение, поскольку большинство их были подданными вражеского государства. С первых же дней войны в городах России прошли чешские демонстрации в знак лояльности к России и Сербии, 3 августа 1914 года в Москве был предложен проект корпоративного перехода членов чешской общины в российское подданство.
9 августа в Киеве под председательством Йиндржишека прошла антиавстрийская манифестация, на Царской площади (ныне Европейская) и в зале Купеческого собрания (ныне здание филармонии) собрались около 3000 человек. В резолюции, зачитанной издателем В. Швиговским постановили, что теперь больше нет австрийских чехов — теперь все просто чехи, решено начать запись добровольцев в армию, создать больницу для раненых, составлены телеграммы с обращениями к болгарскому народу и к чехам Вены, Берлина, Константинополя. Тогда же был основан Киевский чешский комитет под председательством Йиндржишека, в ядро комитета вошли В. Вондрак, Ф Дедина, Ф. Паул, О. Червены. Комитет провозгласил девиз «Все для войны и победы чешского дела», 12 августа в гостинице «Прага» началась запись добровольцев. Комитет занимался размещением приезжающих, к 20 августа, когда был издан приказ по Киевскому военному округу о формировании батальона «Чешская дружина», в добровольцы записались уже более 500 человек. С 25 августа под руководством Йиндржишека проводились встречи чешского комитета с членами «Дружины», на которой добровольцам разъяснялись задачи — создание армии и независимого государства. Эти события происходили в Киеве за два с половиной года до того, как перед российскими чехами аналогичные задачи были поставлены Т. Г. Масариком, председателем Чехословацкого национального совета в Париже.
В сентябре 1914 года «Чешская дружина» начала учения как российская воинская часть, Йиндржишек и чешский комитет готовятся к вероятному появлению раненых, необходимо было позаботиться о членах семей дружинников. Франтишек Дедина предложил создать для этого благотворительный фонд. Основан Фонд Чешской дружины был обществом им. Коменского. Фонд действовал в Киеве и его окрестностях, а также в Волынской и Подольской губерниях. С 1 октября 1914 года чехи стали платить «военный налог», размер которого определялся имущественным цензом или зарплатой и составлял от 50 копеек до 200 рублей в месяц, некоторые давали обязательства и на бо́льшие суммы; всего собиралось 25—30 тысяч рублей в год.
7 марта 1915 года в Москве прошёл I съезд Союза чешских (с мая 1915 — чехословацких) обществ России, на который собрались представители восьми обществ из шести регионов. Йиндржишек представлял на съезде Киевский чешский комитет, были представители и от общества им. Коменского. На съезде решено правление Союза разместить в Петрограде, а военную комиссию, возглавил которую В. Вондрак — в Киеве; Йиндржишек возглавил финансовую комиссию Союза.
Весной 1915 года, когда происходило наступление немцев в Галиции, Йиндржишек по предложению инженера С. Гоужвица открыл Чешскую обозную фабрику, изготовлявшую повозки для нужд армии. Для налаживания производства Йиндржишек использовал собственные средства, часть стартового капитала предоставили В. Вондрак и Л. Тучек, представитель фирмы «Лаурин и Клемент»; в качестве рабочих использовались пленные австрийские чехи.
25 апреля 1916 года в Киеве под председательством Йиндржишека состоялся II съезд Союза Чехословацких обществ России. Съезд проходил в зале городской думы под девизом «Только военное сопротивление приведет к цели — чехословацкой самостоятельности!». На нём присутствовали 69 делегатов из 19 обществ. В ходе заседаний чехословацкое движение разделилось на петроградскую и киевскую группы, большинством голосов было решено перенести правление Союза в Киев.
22 августа 1916 года на киевском вокзале произошла торжественная встреча Й. Дюриха, заместителя председателя Чехословацкого национального совета. Позицией Дюриха было создание Чешского королевства, подчинённого власти России, и Йиндржишек стал его противником. Весной 1917 года Дюрих был лишён полномочий.
Известия о Февральской революции 1917 года принесли чехословацким обществам период политической эйфории. В Киеве  прошли множество митингов и манифестаций, эти события затем описывал в своём очерке «Тайны моего пребывания в России» Ярослав Гашек. Вскоре стало ясно, что обстановка изменилась в пользу петроградской оппозиции, в которой были сторонники Чехословацкого национального совета и Т. Г. Масарика, петроградцев поддерживали и члены Клуба сотрудников Союза чехословацких обществ, преимущественно освобождённые австрийские пленные.
На III съезде Союза чехословацких обществ (23 апреля — 1 мая 1917 г.) была признана подчинённость его парижскому центру и Масарику, местом пребывания российского филиала Чехословацкого национального совета определён Петроград. Заслуги Йиндржишека, Вондрака, Тучека и других старожилов из «русских чехов» стали недооцениваться, их постепенно вытеснили из политики. Йиндржишек смог больше уделять внимания своим предприятиям, обществу им. Коменского, фонду Чешской дружины, чешской школе.
В Россию приехал Т. Г. Масарик. Он был осведомлён о деятельности чехословацких обществ, но недооценивал её, критиковал за отсутствие профессионального военного руководства. Известна фраза, сказанная Масариком в Москве 16 июня 1917 года: «Здесь за целых три года ничего не сделано...» А через две недели Чехословацкий корпус одержал победу в сражении под Зборовом. 29 июля Масарик прибыл в Киев. На следующий день в помещении банка «Кредитное учреждение» прошло собрание Комитета городских обществ, в котором участвовал и Йиндржишек. Обсуждались проблемы создания армии, решали как преодолеть снижение качества подготовки при быстром формировании войска из пленных.
В конце 1917 года наступила разруха экономики. Предприятия Йиндржишека прекратили работу из-за нехватки материалов, спроса на продукцию тоже не было. 1918 год начался Январским восстанием, затем Киев временно заняли большевики. Масарик заключил договоры о нейтралитете Чехословацкого корпуса с Центральной радой и с большевиками, и 22 февраля покинул Киев. В марте город заняли немцы, с ними появились агенты австрийской полиции, разыскивающие чешских активистов. В списке предателей Австро-Венгрии был и Йиндржишек. От арестов спасло только то, что немецкие власти не давали австрийцам полной свободы действий. В марте 1918 — начале 1919 года Йиндржишек пытался спасти свои предприятия, выступал в качестве общественного консула, защищая чехов-старожилов.
В ноябре 1918 года провозглашена Чехословацкая республика. Бывшие австрийские граждане автоматически получили чехословацкое гражданство, чехи с российским подданством оказались в неопределённом положении. После прихода большевиков в феврале 1919 года началась экспроприация имущества предприятий, музыкального магазина, предметов обихода из квартиры. По указанию чехословацких большевиков чекисты начали арестовывать чехов, некоторые впоследствии были расстреляны. В июне Йиндржишек изменил внешность и уехал, скрываясь в багажных вагонах, ему удалось перейти границу без проверки.

## В Чехословакии
Прибыв в Чехию, Йиндржишеки поселились на родине Марии, в Костельце-над-Лабем, а затем переехали в Прагу, где жили на Малой Стране по адресу ул. Вшегрдова, 5.
15 июля 1919 года Йиндржих напечатал в газете чеш. «Národní listy» статью «Чтобы было ясно», в которой винил власти в безразличном отношении к своим большевикам и объявил, что намерен проводить собрания против большевиков. После такой публикации Йиндржишека стали считать контрреволюционером, и он вынужден был уехать из Праги. Он работал бухгалтером в фирме по перевозке грузов в Терезине, затем на моторном заводе, а вскоре стал управляющим в русской гимназии в Моравской-Тршебове. В хозяйстве этой студенческой колонии имелось около 500 спальных мест в 40 небольших домах, столовая, учащиеся обеспечивались учебниками на русском языке и униформой российского образца.
1 декабря 1921 года Йиндржишек стал договорным служащим Министерства иностранных дел, а в октябре 1923 года занял должность консультанта по связям с Советской Россией в торгово-политической секции Министерства иностранных дел. В 1922—1924 годах он участвовал и в общественной жизни — был членом комитета Объединения чехов и словаков из России.
Весной 1924 года Йиндржишек заболел и 28 августа того же года скончался. 2 сентября прошла церемония кремации на Ольшанском кладбище, на которую пришли представители МИДа, военные, директор русской гимназии профессор В. Н. Светозаров, представители газетных редакций. Урна с прахом 9 декабря была установлена в музее Памятника Сопротивления на Трое, а позже перенесена в Памятник Освобождения на холме Витков. Во время второй мировой войны урна исчезла, её судьба неизвестна.
Только после смерти выяснилось, что в соответствии с законом, принятым в 1919 году, Й. Йиндржишеку за заслуги перед Чехословацкой Республикой должен быть присвоен «Статус легионера». Решением канцелярии Чехословацкого Легиона от 25 апреля 1925 года Й. Йиндржишек признан легионером, в легионерскую службу ему зачли срок с 1 августа 1914 года по 13 мая 1917-го, когда  он председательствовал в Киевском чешском комитете и был членом управления Союза чехословацких обществ России. Вдове Марии Йиндржишковой была назначена пожизненная пенсия в сумме 12 000 крон в год.
В декабре 1925 года на доме в Праге, где жил последние годы и умер Й. Йиндржишек решили установить мемориальную доску. (Ныне это дом №3 по ул. П. Швенды на Смихове). Доска из гранита размером 1,15×1,4 метра с барельефом Йиндржишека изготовлена скульптором Властимиром Амортом и 25 апреля 1926 года состоялось её торжественное открытие. В настоящее время мемориальная доска утеряна.
В 1926 году был создан благотворительный Фонд помощи старикам, вдовам и сиротам чехов и словаков из России им. Й. Йиндржишека.